# Bernardo (vescovo di Savona)
Bernardo (... – Savona, 999) è stato un vescovo italiano.
Era stato nominato in un atto notarile del 3 settembre 992 e si definisce di origini longobarde. Fondò il monastero dell'Isola di Bergeggi, ponendovi a capo l'abate Teberco. Trasferì la sede vescovile da Vado Ligure, divenuta insicura e insalubre, a Savona.